# アニメ・漫画・ゲームの演劇化作品一覧
アニメ・漫画・ゲームの演劇化作品一覧（アニメ・まんが・ゲームのえんげきかさくひんいちらん）は、アニメ・漫画・コンピュータゲームを原作とした演劇作品の一覧である。
商業演劇として公演されたもののみを列記していく。

## あ行
- 愛少女ポリアンナ物語 - イマジンミュージカル
- 愛の若草物語 - イマジンミュージカル
- 青の祓魔師 - 映劇
- 青春鉄道
- 赤ずきんチャチャ - 博品館劇場
- 暁のヨナ - 東京・EXシアター六本木
- あさきゆめみし - 宝塚歌劇団
- あしたのジョー - 東横ホール
- あずみ - 明治座
- アドルフに告ぐ - Studio Life
- アメリカン・パイ - 宝塚歌劇団
- アルプスの少女ハイジ - イマジンミュージカル
- アンジェリク - 宝塚歌劇団
- イナズマイレブン - 映劇
- 『イナズマイレブン アレスの天秤』THE STAGE〜疾風迅雷〜 - ネルケプランニング
- 犬夜叉 - 劇団☆新感線
- エア・ギア - ネルケプランニング
- エル・アルコン-鷹- - 宝塚歌劇団星組
- OZ - Studio Life
- 大江山花伝 - 宝塚歌劇団
- オルフェウスの窓 - 宝塚歌劇団
- 女海賊ビアンカ - 劇団つきかげ

## か行
- 学園ヘヴン BOY'S LOVE SCRAMBLE! - STC事務局
- かってに改蔵 - 傭兵劇団クッキーモン星☆（2002年6月15日〜16日）
- 家庭教師ヒットマンREBORN!
- ガラスの仮面 - 新橋演舞場（1988年）/財団法人 埼玉県芸術文化振興財団（2008年）
- カリフォルニア物語 - Studio Life
- カンタレラ - 映劇
- 鬼滅の刃
- 逆転裁判 - 宝塚歌劇団
- キャプテン翼
- ギャラクシーエンジェル - ネルケプランニング
- 巨人の星 - 芸術座
- 金色のコルダ ステラ・ミュージカル - コーエー
- 銀河鉄道999 - 松竹歌劇団 (SKD) によるミュージカル
- 銀牙 -流れ星 銀- - NHK名古屋放送児童劇団
- クジラの子らは砂上に歌う
- 黒執事 - アトリエ・ダンカン
- 黒子のバスケ - 藤巻忠俊
- ゲゲゲの鬼太郎 - イマジンミュージカル
- 血界戦線
- けものフレンズ - ネルケプランニング
- ケロケロちゃいむ - 博品館劇場
- ケンコー全裸系水泳部 ウミショー - ネルケプランニング
- 鋼鉄三国志 - ネルケプランニング
- コードギアス 反逆のルルーシュ - 映劇
- こちら葛飾区亀有公園前派出所 - ネルケプランニング

## さ行
- 最遊記 - アクサル
- サイボーグ009 - 青二プロダクション 朗読劇（2009年10月11日）
- サクラ大戦 - セガ
- 櫻の園 - ネルケプランニング
- サザエさん - 江利チエミ主演（1966年、1975年、1978年）/榊原郁恵主演（1994年）/熊谷真実・東ちづる主演（1995年）
- SAMURAI 7 - ネルケプランニング
- 三丁目の夕日 - 明治座・ネルケプランニング
- 11人いる! - アクサル
- STEINS;GATE - Zepp DiverCity (TOKYO)
- 小公子セディ - イマジンミュージカル
- 小公女セーラ - イマジンミュージカル
- 少女革命ウテナ - 博品館劇場
- JIN-仁- - 宝塚歌劇団
- 新撰組異聞PEACE MAKER - アクサル
- 新作歌舞伎NARUTO_-ナルト- - 歌舞伎
- 新竹取物語 1000年女王 - 松竹歌劇団
- switch - ディファ有明
- スクールランブル - ネルケプランニング
- スーパー歌舞伎II_ワンピース - スーパー歌舞伎
- スタンレーの魔女 - 劇団スペースノイド
- 聖闘士星矢 - SMAP主演（1991年8月15日〜9月1日）/映劇（2011年）
- 戦国BASARA - 株式会社H&M Office ENDLESS、宝塚歌劇団
- 装甲騎兵ボトムズ - 青山劇場（1996年）

## た行
- 猛き黄金の国 - 宝塚歌劇団
- 多重人格探偵サイコ - 劇団夜想会
- タッチ - イマジンミュージカル
- 追放選挙 - SANETTY Produce
- DEAR BOYS - ネルケプランニング（2007年〜2011年）
- 鉄コン筋クリート - ネルケプランニング
- 鉄人28号 - 梅田芸術劇場
- テニスの王子様 - ネルケプランニング
- 東京喰種トーキョーグール
- トーマの心臓 - Studio Life
- トム・ソーヤーの冒険 - イマジンミュージカル
- ドラえもん のび太とアニマル惑星 - 東京芸術劇場
- トラップ一家物語 - イマジンミュージカル
- ドラゴンクエスト - 京都南座、SMAP
- バレエ「ドラゴン・クエスト」 - スターダンサーズ・バレエ団
- 紫子 ‐とりかえばや異聞‐ - 宝塚歌劇団

## な行
- ナースエンジェルりりかSOS - 博品館劇場
- 七つの海のティコ - イマジンミュージカル
- NARUTO -ナルト- - アトリエ・ダンカン
- 虹のナターシャ - 宝塚歌劇団
- 忍たま乱太郎 - 映劇

## は行
- ハイキュー!! - ネルケプランニング
- 薄桜鬼 〜新選組奇譚〜 - トライストーン・エンタテイメント
- BASARA - 全労済ホールスペース・ゼロ
  - BASARA第2章 - シアター1010
- バケモノの子 - 劇団四季
- 八犬伝―東方八犬異聞―
- BANANA FISH - アクサル
- 花咲ける青少年 - 劇団ルドビコ
- 華ヤカ哉、我ガ一族 - 映劇
- 母をたずねて三千里 - イマジンミュージカル
- 遙かなる時空の中で
- HUNTER×HUNTER - ネルケプランニング
- 美少女戦士セーラームーン - バンダイミュージカルオフィス
- 美女と野獣 - 劇団四季
- 火の鳥 - わらび座、青二プロダクション（朗読劇）
- 姫ちゃんのリボン - 博品館劇場
- 百鬼夜行抄 - 花組芝居
- 漂流教室
- 風雲児たち（月光露針路日本 風雲児たち） - 歌舞伎座
- ぶっせん - 赤坂ACTシアター
- プライド - シアタークリエ
- ブラック・ジャック 危険な賭け - 宝塚歌劇団
- BLEACH - ネルケプランニング
- フルーツバスケット - Studio Life
- 文豪ストレイドッグス
- Petshop of Horrors - ひめりんご
- ベルサイユのばら - 宝塚歌劇団
- ホイッスル! - シアター1010

## ま行
- マージナル - Studio Life
- マギアレコード 魔法少女まどか☆マギカ外伝 - けやき坂46
- 魔女の宅急便 - 蜷川幸雄演出
- マッシュル-MASHLE-
- マドモアゼル モーツァルト - 音楽座（1991年）
- 魔法先生ネギま!
- 魔法使いサリー - 博品館劇場
- 水色時代 - 博品館劇場
- 月の子 MOON CHILD - Studio Life
- メイちゃんの執事 - 宝塚歌劇団
- メッシュ - Studio Life
- もののけ姫 - Whole Hog Theatre

## や行
- 弱虫ペダル

## ら行
- ライブ・ア・ライブ - R:MIX
- ライオン・キング - ニューアムステルダム劇場、劇団四季
- らき☆すた - 映劇
- リボンの騎士 - 銀座セゾン劇場（1998年）/スターキャスト（2001年）/ハードランドミュージック（2002年）/モーニング娘。（2006年）
- ROBOTICS;NOTES - 全労済ホールスペース・ゼロ

## わ行
- WILD ADAPTER - アクサル
- WILD HALF
- 若草物語 ナンとジョー先生 - イマジンミュージカル
- わたしとわたし ふたりのロッテ - イマジンミュージカル
- わたしは真悟 - ホリプロ
- 私のあしながおじさん - イマジンミュージカル
- WORKING!! - 全労済ホールスペース・ゼロ